# Vagotomie
Die Vagotomie ist eine Methode zur operativen Behandlung eines Magengeschwürs oder Zwölffingerdarmgeschwürs.
Bei der im Vergleich mit einer Magenresektion kleinen Operation werden Äste des Nervus vagus (zehnter Hirnnerv) durchtrennt, die den Magen versorgen. Dadurch soll die Produktion von saurem Magensekret verringert werden. Diese Operation ist heute aufgrund der Entwicklung der meist sehr gut wirksamen Protonenpumpeninhibitoren (PPI) und der Bedeutung der Eradikation des Bakteriums Helicobacter pylori für die Ulkustherapie obsolet geworden. Allerdings ist die gastrale Vagotomie häufig Teil einer Magenresektion, meist als Teil einer bariatrisches Operation.

## Geschichte
Nachdem Friedrich Günsburg bereits 1852 einen Zusammenhang von Salzsäure, Nervus vagus und der Entstehung von Magengeschwüren vermutete, führte A. Exner 1911 eine Vagotomie zur Behandlung von „tabischen Magenkrisen“ erfolgreich durch. Im Jahr 1919 berichtete Eugen Bircher bereits über 20 durch Vagotomie behandelte Patienten mit Ulkusbeschwerden, Hyperperistaltik und maximaler Sekretion, bei denen kein Ulkus gefunden wurde. Die Vagotomie als Standardtherapie des Magen- und Zwölffingerdarmgeschwürs wurde von Lester R. Dragstedt 1943 eingeführt. Diese Operation wurde millionenfach weltweit durchgeführt. Als positive Nebenwirkungen zeigten sich in großen Kohortenstudien in Asien, dass vagotomierte Patienten 10 Jahre nach dem Eingriff eine niedrigere Inzidenz von Diabetes mellitus, koronarer Herzerkrankung, Schlaganfällen und Leberzhirrose hatten, als die nicht vagotomierte Vergleichsgruppe. Weiterhin fiel auf, dass adipöse Patienten nach der Vagotomie deutlich abnahmen, so dass die Vagotomie als Therapie der Adipositas eingesetzt wurde.

## Formen der Vagotomie
Grundsätzlich besteht die Möglichkeit, den N. vagus (rechter und linker Hauptstamm) bzw. Anteile des Nervs auf anatomisch unterschiedlicher Höhe zu durchtrennen, entsprechend werden die folgenden Bezeichnungen gewählt:
1. Thorakale Vagotomie: Durchtrennung der Hauptstämme im Brustkorb
2. Trunkuläre Vagotomie: Durchtrennung der Hauptstämme (Truncus vagalis anterior et posterior) vom Bauchraum im Bereich der unteren Speiseröhre
3. Gastrale Vagotomie: Durchtrennung der zum Magen hinziehenden Nervenanteile mit Erhalt der Nervenäste (zum Beispiel zur Leber)
4. Selektiv proximale Vagotomie (SPV oder „Parietalzellvagotomie“): Durchtrennung der zum Magen hinziehenden Nervenäste mit dem Erhalt der zum Magenpförtner (Pylorus) ziehenden Anteile (N. Latarjet)